# Samarkråka
Samarkråka (Corvus samarensis) är en nyligen urskild fågelart i familjen kråkfåglar inom ordningen tättingar.

## Utseende och läte
Samarkråkan är en liten och svart kråka. På närhåll syns att fjäderdräkten är mörkt blåglänsande. Jämfört med den mycket vanligare filippinkråkan är samarkråkan mer storhövdad samt har en bar fläck bakom ögat och något kraftigare näbb. Lätena består av rätt ljusa kraxanden.

## Utbredning och systematik
Arten förekommer i Filippinerna på öarna Samar och Mindanao. Tidigare inkluderade den även sierramadrekråkan, då under det svenska trivialnamnet småkråka. Längre tillbaka fördes båda arter till sundakråkan (Corvus enca).

## Levnadssätt
Samarkråkan är en ovanlig art som är begränsad till ursprungliga låglänta regnskogar. Den påträffas ofta enstaka, i par eller i småflockar i flykt över skogen.

## Status
IUCN erkänner den ännu inte som art, varför dess hotstatus formellt inte fastställts.